# Epigloea urosperma
Epigloea urosperma är en lavart som beskrevs av Peter Döbbeler. Epigloea urosperma ingår i släktet Epigloea, och familjen Epigloeaceae. Arten är reproducerande i Sverige.